# Săulești
Săuleşti é uma comuna romena localizada no distrito de Gorj, na região de Oltênia. A comuna possui uma área de 55.73 km² e sua população era de 2328 habitantes segundo o censo de 2007.